# Tomáš Ostrák
Tomáš Ostrák (ur. 5 lutego 2000 we Frydku-Mistku) – czeski piłkarz występujący na pozycji pomocnika w amerykańskim zespole St. Louis City SC oraz w reprezentacji Czech do lat 21. Wychowanek MFK Frýdek-Místek, w trakcie swojej kariery grał także w takich zespołach, jak 1. FC Köln, TSV Hartberg oraz MFK Karviná.